# Robert Després
Pour les articles homonymes, voir Després.
Robert Després, né le 27 septembre 1924 à Québec et mort le 14 juin 2016 à Québec également, est jusqu'à son décès un homme d'affaires québécois, président depuis 2006 du conseil d'administration de fonds de placement immobilier Cominar, le plus gros fonds de placement immobilier de la province de Québec.

## Biographie
Robert Després a été président des conseils d'administration de plusieurs des plus importantes sociétés canadiennes, tant privées que publiques, dont l'Énergie atomique du Canada Limitée dans les années 1980, Campeau Corporation en 1990, de la société Cinar au début des années 1990, ou des Mines McWatters.
En 1969, le gouvernement du Québec lui confie la tâche de mettre sur pied la Régie de l'assurance maladie du Québec. En seize mois, il structure l'organisme qui gère le système public et universel d'assurance maladie.

## Décès
Il est mort d'un cancer du poumon à petites cellules le 14 juin 2016 à l'Hôpital Laval de Québec,.

## Prix et distinctions
- 1978 -  Officier de l'Ordre du Canada[10]
- 1979 - Fellow de la Société des comptables en management du Canada
- 1979 - Prix Hermès
- 1981 - Fellow de la Corporation des comptables généraux licenciés du Canada
- 1986 - Doctorat honorifique de l'Université du Québec
- 1990 - Médaille Gloire de l'Escolle
- 1991 - Membre de l'Académie des Grands Québécois
- 1991 - Prix d'excellence de l'administration publique québécoise
- 1994 - Prix Carrière, du Conseil du patronat du Québec
- 2001 - Doctorat honorifique de l'Université Laval
- 2003 -  Grand officier de l'Ordre national du Québec[11]